# 5009 Sethos
5009 Sethos este o planetă minoră (asteroid), cu un diametru de 3,423 km, din centura de asteroizi. A fost descoperită pe 24 septembrie 1960 la Observatorul Palomar de Cornelis Johannes van Houten și a fost numită după Seti I. 
Obiectul prezintă o orbită caracterizată de o semiaxă mare de 2,3082954 UAi, o excentricitate de 0,16, o înclinație de 1,48064 ° în raport cu ecliptica.